# Canal de la Main d'or
Le canal de la Main d’or, ou quai de la Main d’or pour la ruelle attenante du même nom, en néerlandais Gouden-Handrei et en flamand occidental (dont le brugeois) Goednand-reie, est le nom donné à un canal, rei, et à une ruelle de Bruges. Le canal est la continuité du Augustijnenrei, entre le Torenbrug jusqu'au Langerei. La rue, du même nom que le canal, se trouve sur la rive sud. Le canal de la Gouden-Handrei est enjambé par le Torenbrug et le Gouden-Handbrug.

## Toponymie
À l'origine, le Gouden-Handrei portait le nom de « Sint-Gillisreitje » (« Petit canal Saint-Gilles »), du nom de la paroisse Saint-Gilles située au nord. Plus tard, après 1700, le canal et la rue furent renommés d'après une maison dans la Gouden-Handstraat.
La rue est appelée « quai de la Main d'or » en français.

## Histoire
La Gouden-Handrei fit partie des premiers remparts de la ville avec le Smedenrei, le Speelmansrei et l'Augustijnenrei, creusés entre 1127 et 1128. Quoique peu aménagé, le canal put être utilisé. En 1270, le Gouden-Hanrei, avec d'autres canaux, fut approfondi afin de rendre la navigation plus facile. Au début du XXe siècle, des bateaux étaient encore amarré dans le Gouden-Handrei et le Gouden-Handbrug était un pont tournant.

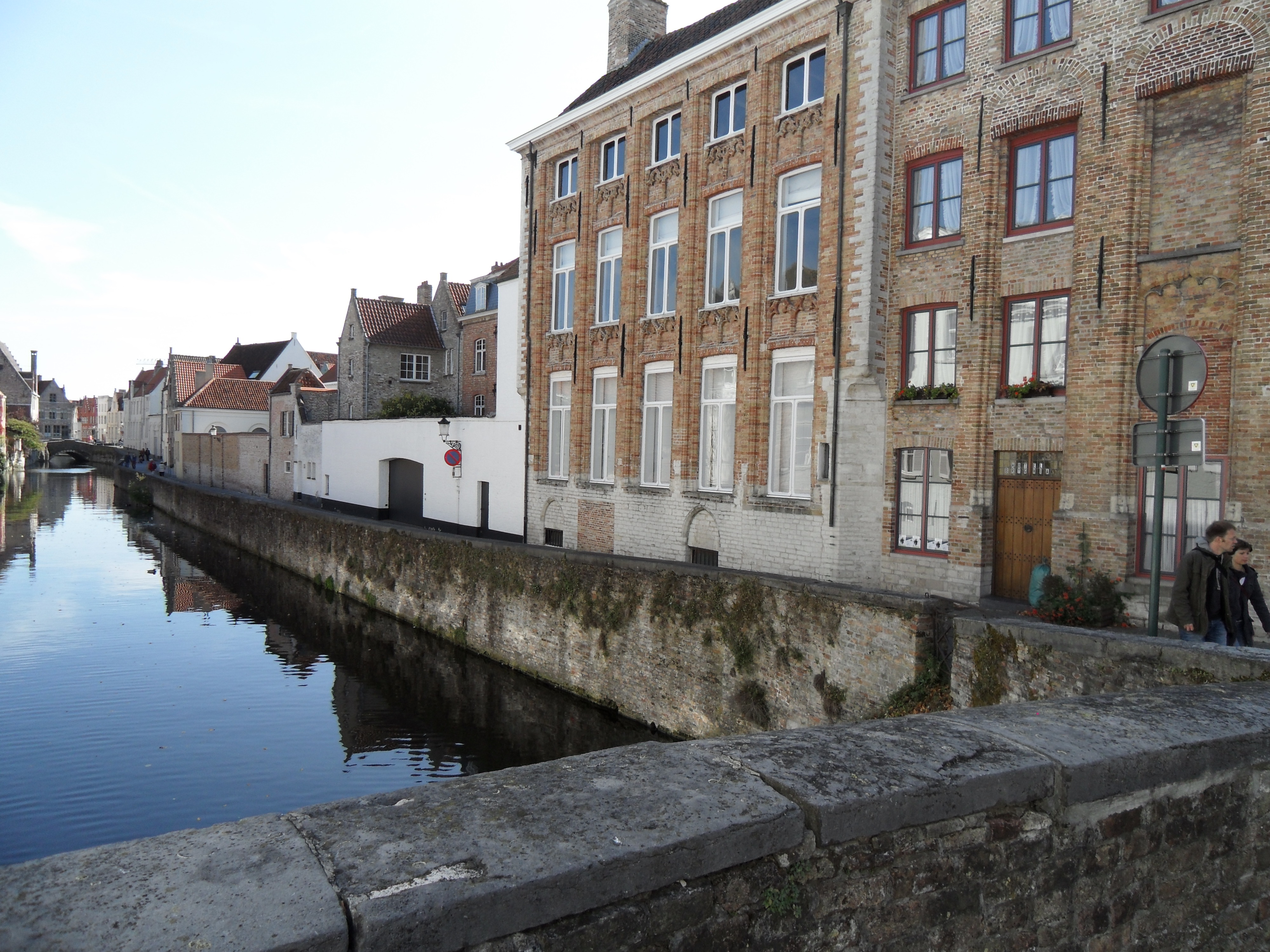
Bâtiments sur le Gouden-Handrei, côté ruelle.
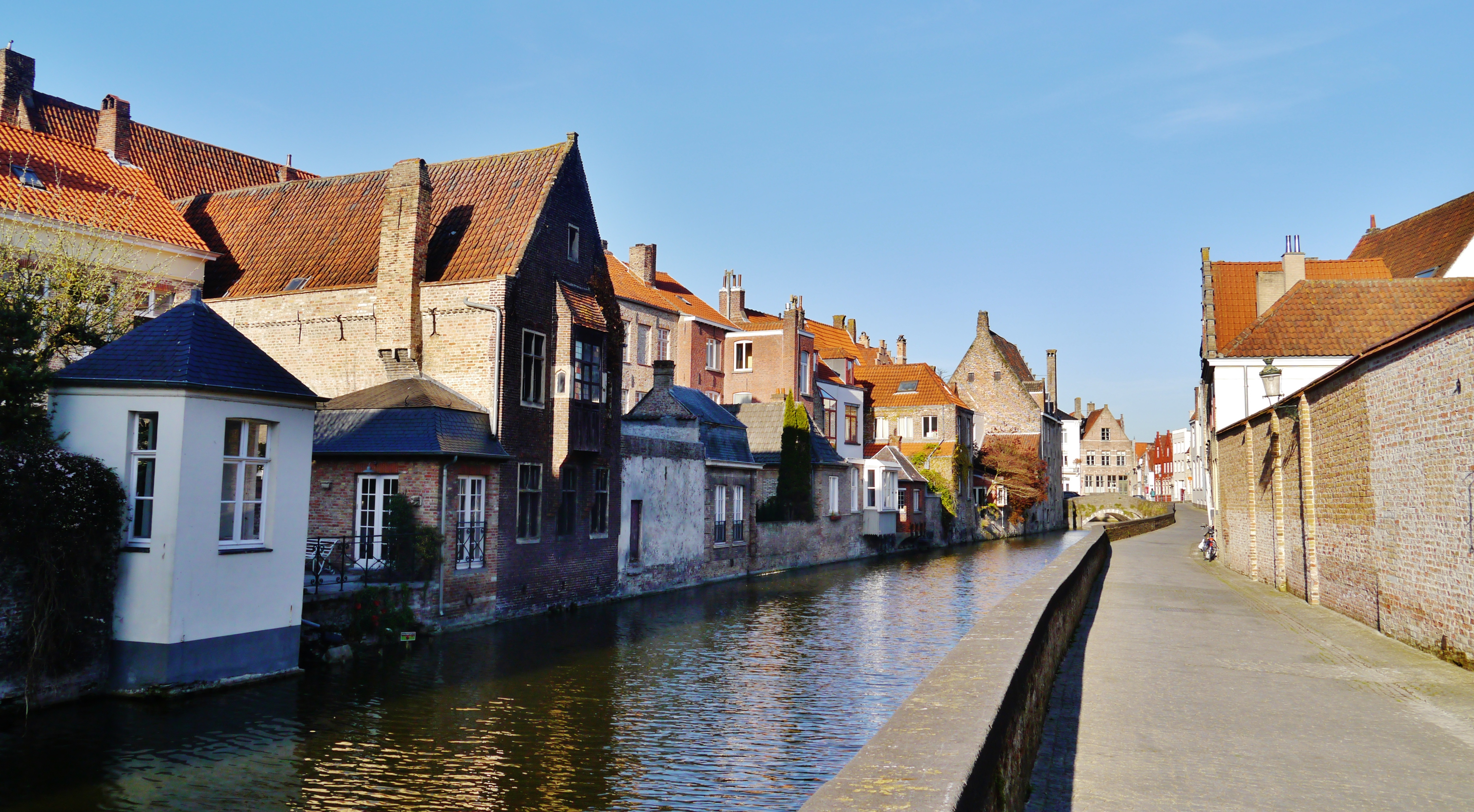
Vue vers le Gouden-Handbrug.
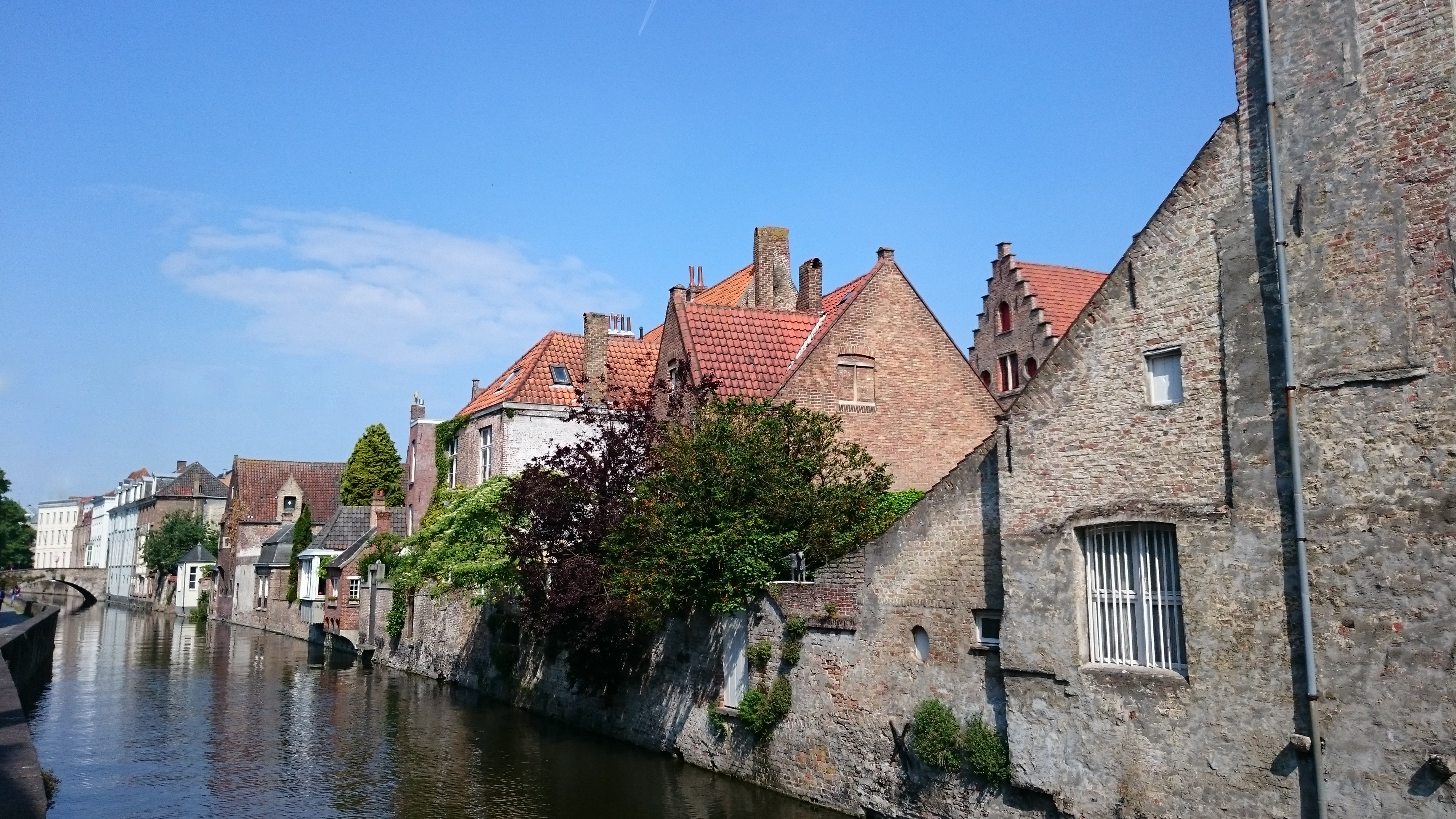
Vue du Gouden-Handbrug vers le Torenbrug.
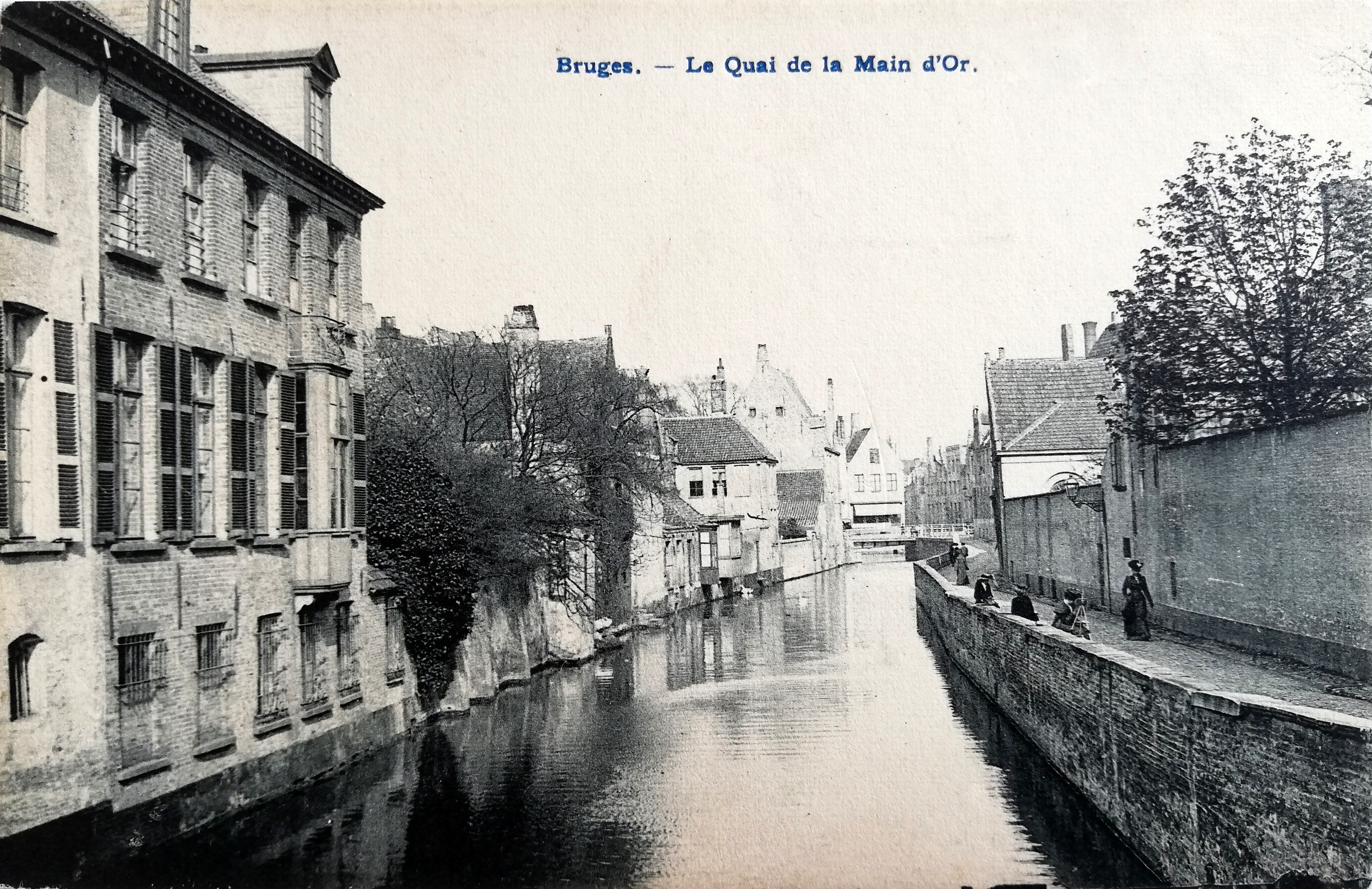
Le Gouden-Handrei vers 1900, le pont tournant de Gouden-Hand est visible au fond.

## Culture et patrimoine

### Légende locale

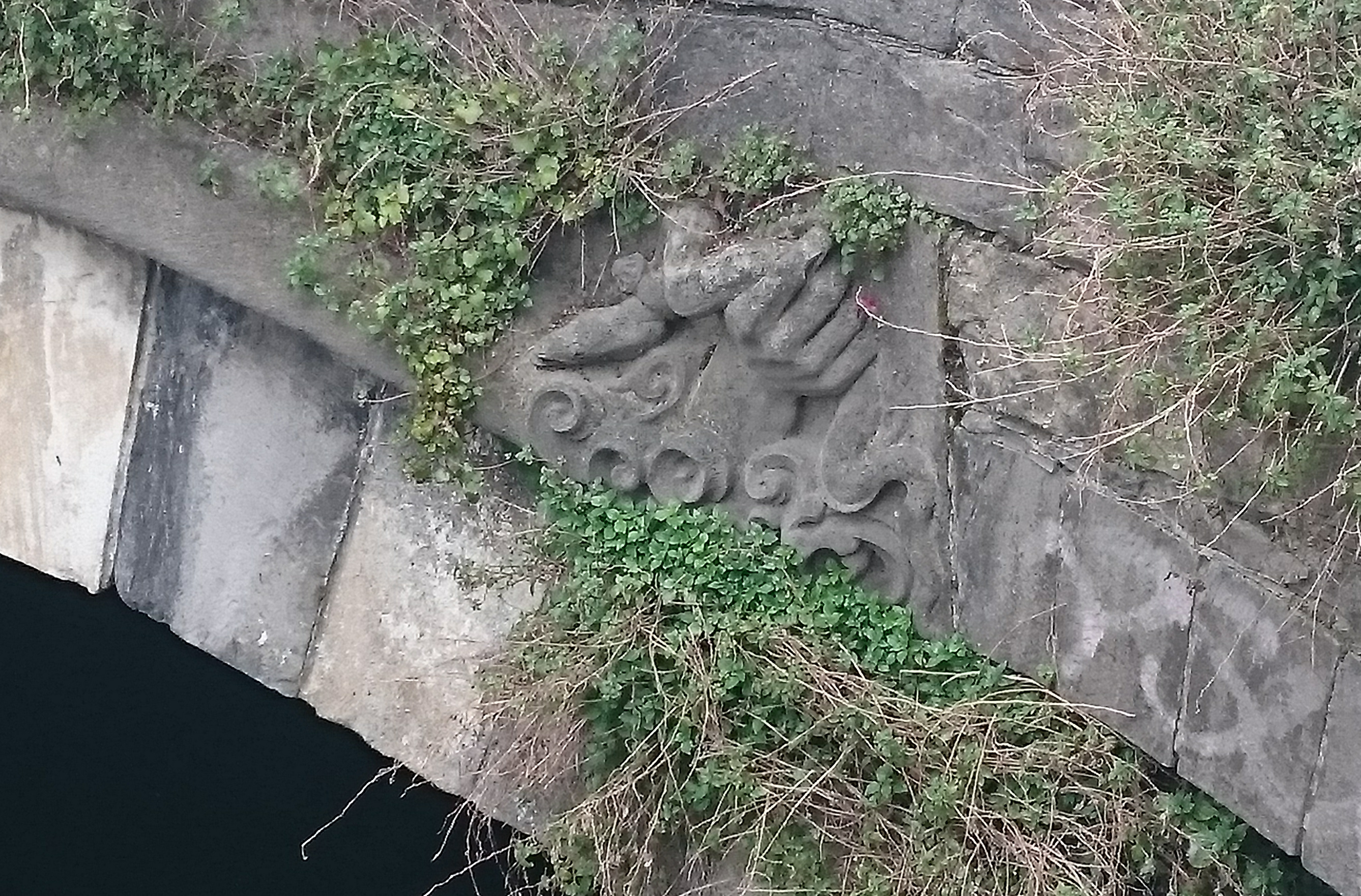
Le motif de la main d'Or sur le Gouden-Handbrug.

Le nom du rei fait l'objet d'une légende selon laquelle, alors que celle-ci portait encore le nom de Saint-Gilles, les poissons étaient encore présent dans les canaux. La plupart pouvait être péché à l'exception, selon la coutume locale, de l'anguille car celle-ci rappelait un serpent et ne sortait que la nuit. Elle était donc considérée comme un représentant du Diable,.
Toutefois, selon cette même légende un habitant de Lissewege vint et ne cru pas à cet interdit. Il plaça donc un filet sur le canal qui s'appelait encore Sint-Gillisreitje. Lorsqu'il vint récupérer sa pêche, il vit dans sa prise une anguille dorée. Il la rapprocha pour mieux la voir mais une main dorée sortit de l'eau et le saisit par la jambe pour l'attirer dans le canal. L'homme a ainsi disparu. Depuis lors une main d'or tenant une anguille était visible dans le canal pour rappeler l'interdit, jusqu'à ce que les anguilles disparaissent des canaux de la ville,.
Cette légende est également à l'origine du surnom donné aux habitants de Lissewege, « de palingvangers »,.

### Patrimoine

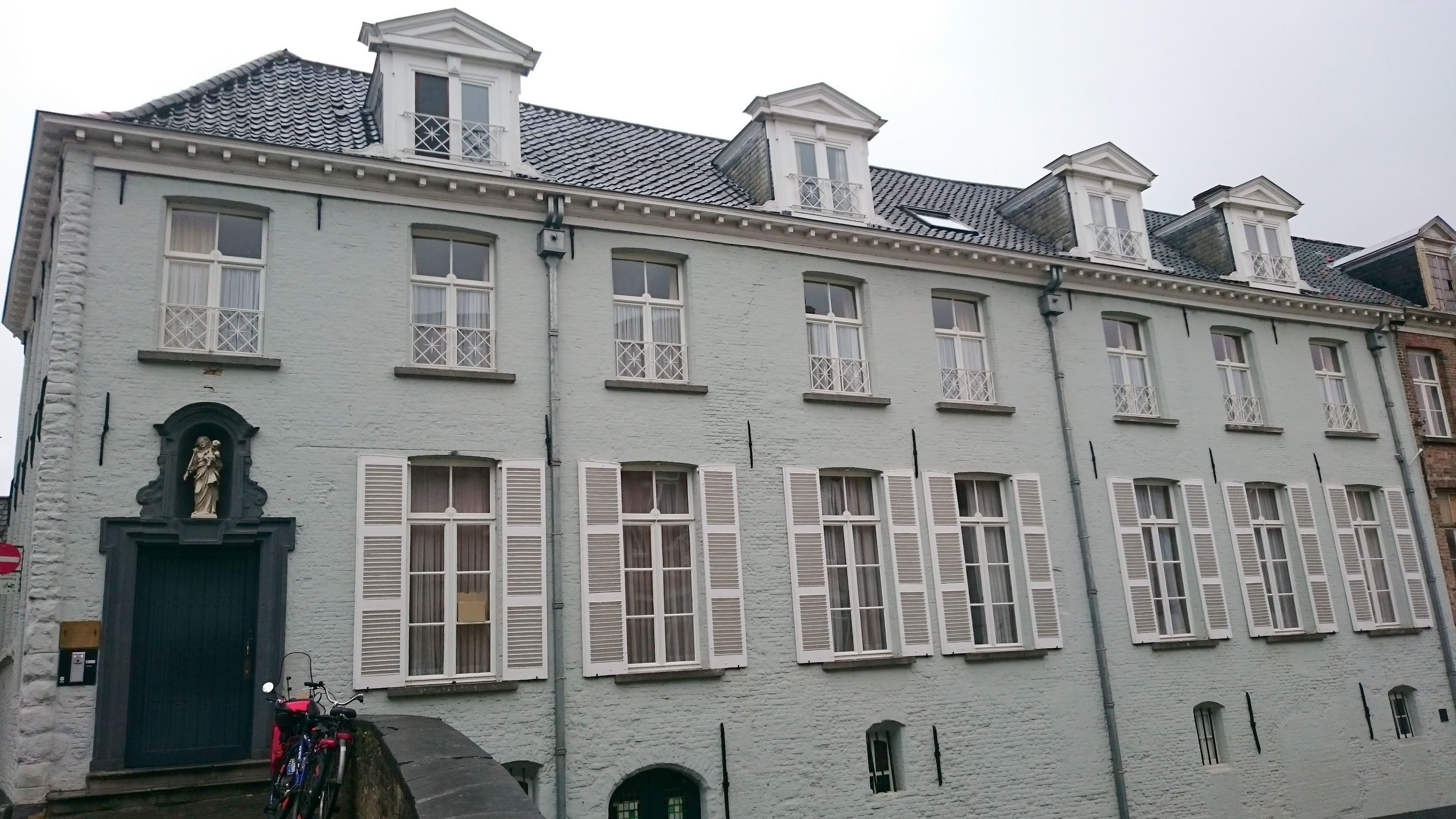
Gouden-Hand en 2016.

La rue abrite l'une des résidence du Collège d'Europe, appelée « Gouden-Hand ». Le bâtiment, protégé, remonte au XVIIe siècle. Le bar du Collège d'Europe, tenu par des étudiants, se trouve dans le sous-sol de cette résidence.

## Sources
- (nl) Cet article est partiellement ou en totalité issu de l’article de Wikipédia en néerlandais intitulé « Gouden-Handrei » (voir la liste des auteurs).